# Larhodius hashimi
Larhodius hashimi là một loài bọ cánh cứng trong họ Bọ hung (Scarabaeidae).